# Westminster (Maryland)
Westminster es una ciudad ubicada en el Condado de Carroll (Maryland). En 2000, la ciudad tenía una población de 16.731 habitantes. Es la sede del Condado de Carroll. Westminister es ciudad genela de Paide, Estonia.
Los códigos postales de Westminster son 21157 y 21158.

## Demografía

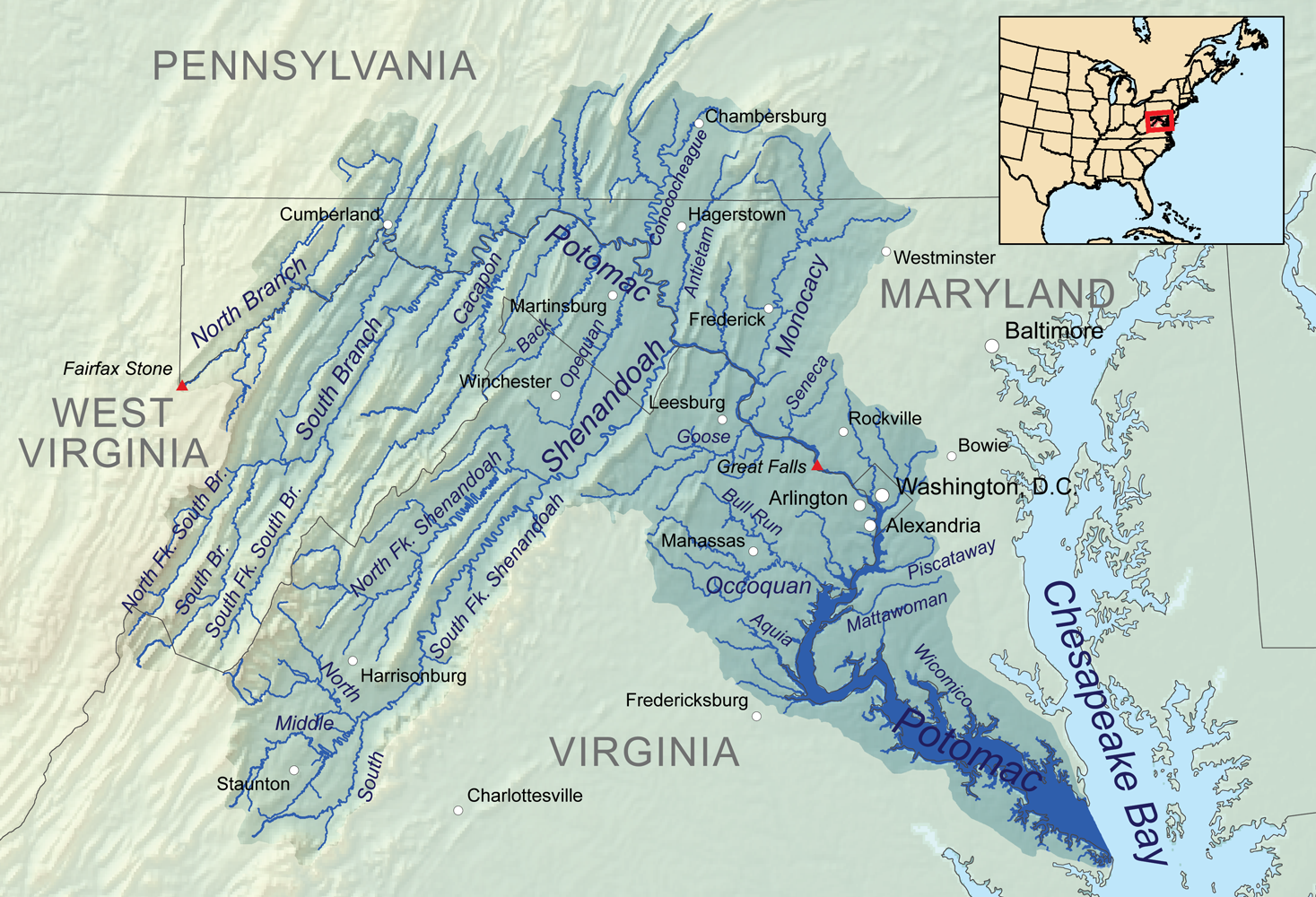
Mapa del río Potomac en el que sale —arriba a la derecha— Westminster

Según el censo de 2000, la ciudad cuenta con 16.731 habitantes, 6.420 hogares y 3762 familias residentes. La densidad de población es de 1.131,3 hab/km² (2.929,4 hab/mi²). Hay 6.755 unidades habitacionales con una densidad promedio de 456,8 u.a./km² (1.182,7 u.a./mi²). La composición racial de la población de la ciudad es 91,28% Blanca, 5,49% Afroamericana, 0,23% Nativa americana, 1,20% Asiática, 0,04% De las islas del Pacífico, 0,65% de Otros orígenes y 1,11% de dos o más razas. El 1,78% de la población es de origen hispano o latino cualquiera sea su raza de origen.
De los 6.420 hogares, en el 32,4% de ellos viven menores de edad, 42,5% están formados por parejas casadas que viven juntas, 12,6% son llevados por una mujer sin esposo presente y 41,4% no son familias. El 34,2% de todos los hogares están formados por una sola persona y 14,5% de ellos incluyen a una persona de más de 65 años. El promedio de habitantes por hogar es de 2,35 y el tamaño promedio de las familias es de 3,05 personas.
El 24,1% de la población de la ciudad tiene menos de 18 años, el 14,5% tiene entre 18 y 24 años, el 31,4% tiene entre 25 y 44 años, el 16,8% tiene entre 45 y 64 años y el 13,2% tiene más de 65 años de edad. La mediana de la edad es de 33 años. Por cada 100 mujeres hay 87,8 hombres y por cada 100 mujeres de más de 18 años hay 83,4 hombres.
La renta media de un hogar de la ciudad es de $40.477, y la renta media de una familia es de $50.879. Los hombres ganan en promedio $37.186 contra $28.419 por las mujeres. La renta per cápita en la ciudad es de $20.320. 9,6% de la población y 7,9% de las familias tienen entradas por debajo del nivel de pobreza. De la población total bajo el nivel de pobreza, el 11,5% son menores de 18 y el 9,5% son mayores de 65 años.